# Kanał żeglugowy zamknięty

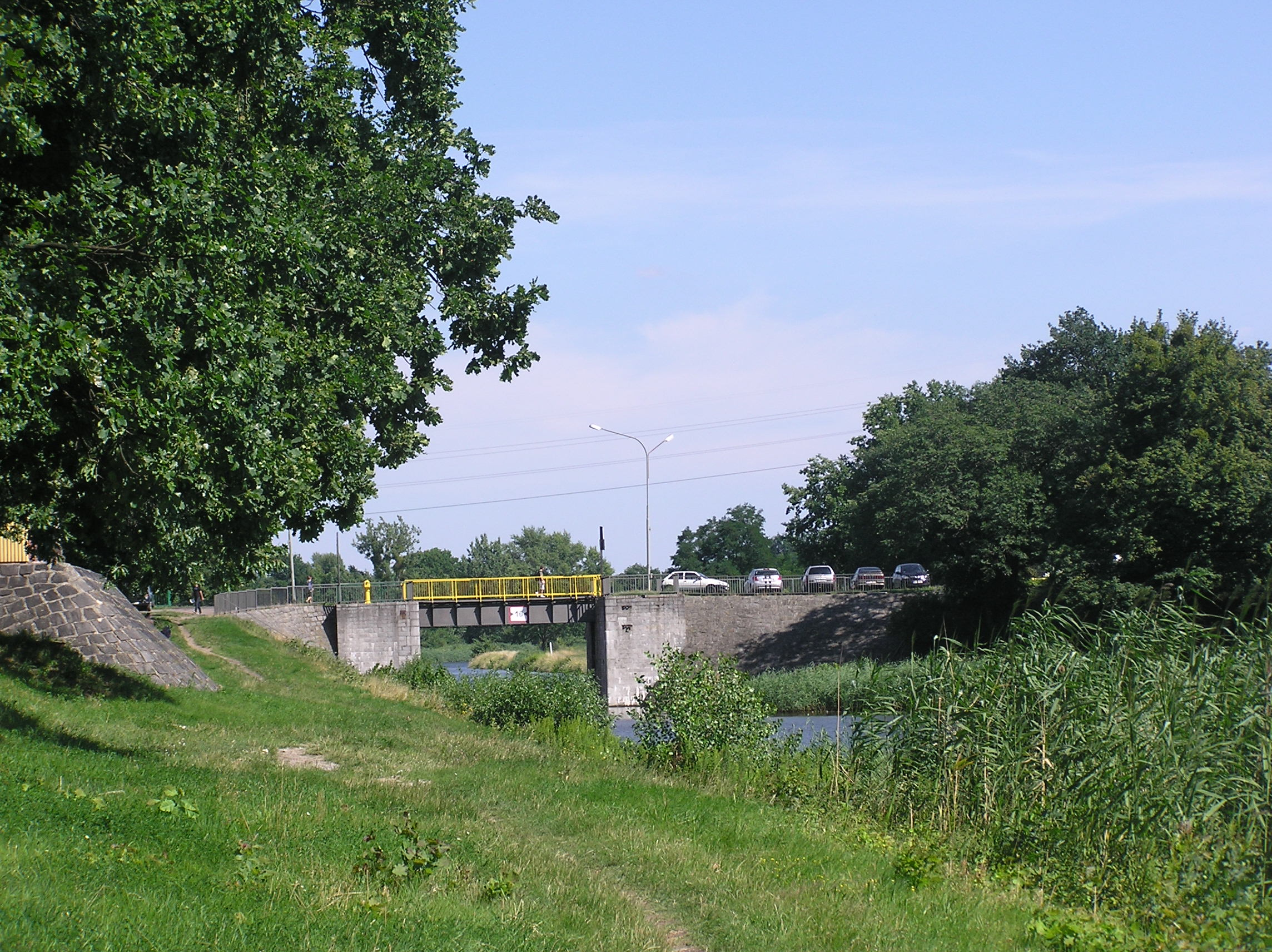
Kanał Miejski we Wrocławiu: brama zamykająca początek kanału (widoczny w tle pod Mostem Burzowym).

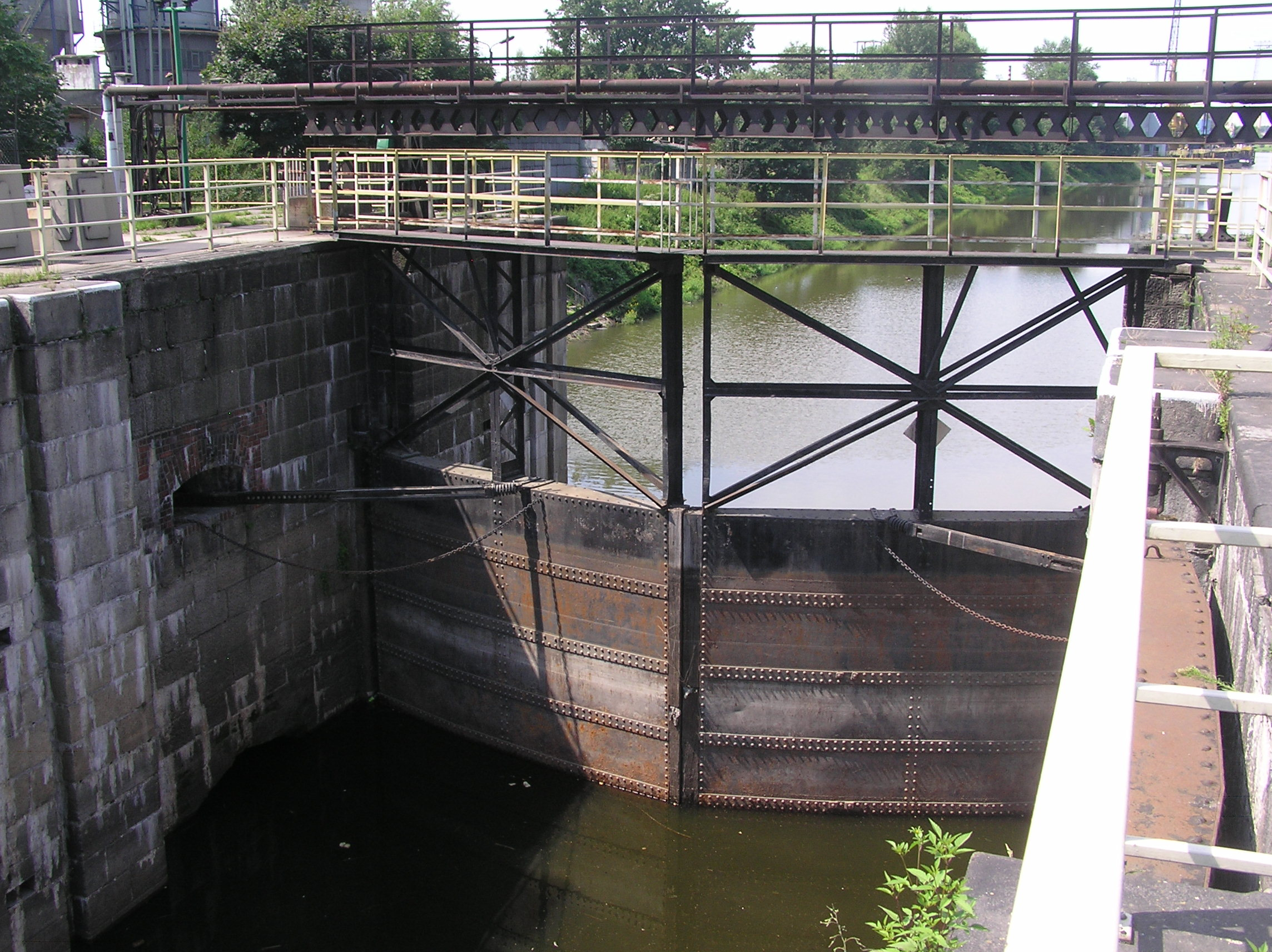
Kanał Miejski we Wrocławiu: dodatkowe wrota powodziowe przy Śluzie Miejskiej zabezpieczające kanał od strony wody dolnej.

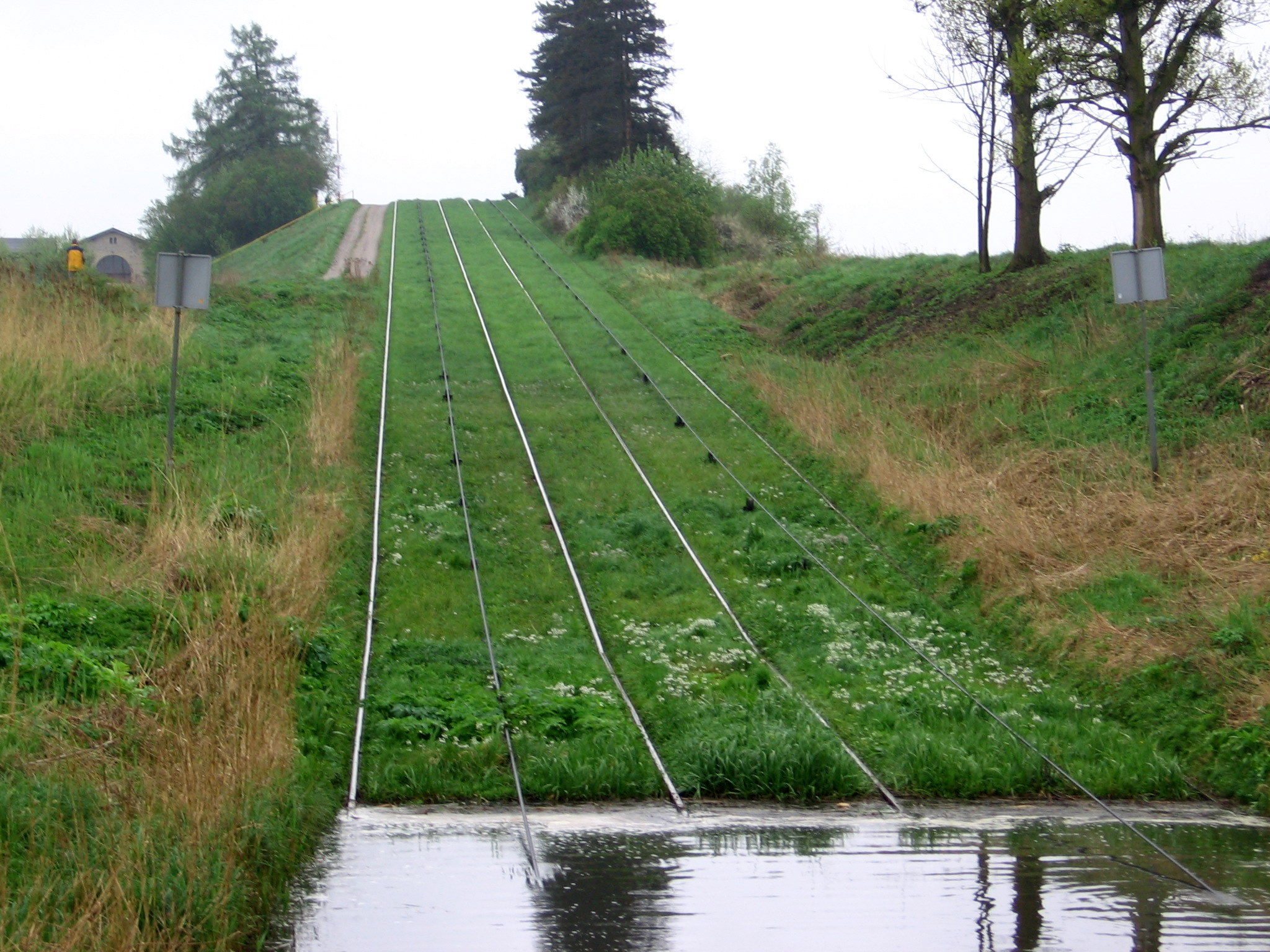
Kanał Elbląski: pochylnia.

Kanał żeglugowy zamknięty – rodzaj kanału żeglugowego oraz kanału wodnego zamkniętego, który pod względem funkcji przeznaczony jest do prowadzenia żeglugi, a pod względem sposobu utrzymania poziomu zwierciadła wody zapewniającego założone parametry szlaku żeglugowego, połączony jest ze szlakiem wodnym za pośrednictwem odpowiednich budowli wodnych, tj. poprzez dodatkowe budowle piętrzące zamykające kanał. Tego typu kanał charakteryzuje się tym, że poziom wody w kanale może być regulowany w założonym zakresie i jest inny niż poziom wody na szlaku wodnym, z którym jest połączony, a profil dna kanału jest poziomy.
W kanałach zamkniętych poziom wody uzależniony od budowli piętrzących zamykających poszczególne odcinki tych kanałów. Przejście jednostki pływającej przez taki kanał wymaga przejścia przez poszczególne budowle służące śluzowaniu położone w obrębie takiego kanału zamkniętego: śluzy, podnośnie, pochylnie.
Kanały żeglugowe zamknięte oprócz pełnienia podstawowej swej funkcji stanowienia drogi wodnej mogą być także wykorzystywane jako porty i przystanie, miejsce postoju jednostek pływających w okresach powodzi, gdy posiadają odpowiednie zabezpieczenia, oraz jako zimowiska. Przykładem takiego kanału jest Kanał Żeglugowy we Wrocławiu, którym prowadzi Główna droga wodna, a równocześnie kanał ten posiada dodatkowe wrota przeciwpowodziowe zabezpieczające kanał: na wlocie (stanowisko górne) przy Śluzie Bartoszowice, oraz w końcowym odcinku przy Śluzie Zacisze. Ponadto tak ukształtowany i zabezpieczony kanał stanowił podstawę budowy wielu obiektów związanych z żeglugą, tj. stoczni, portów i nabrzeży (m.in. Wrocławska Stocznia Rzeczna, Przeładownia przy ulicy Betonowej, Port Przeładunkowy Paliw Płynnych, Nabrzeże zakładów chemicznych, Wojskowy port przeładunkowy paliw płynnych, i inne). Podobne rozwiązania i funkcje ma Kanał Miejski we Wrocławiu, stanowiący odcinek szlaku bocznego, który na wlocie zabezpieczony jest Bramą Przeciwpowodziową, a w końcowym odcinku dodatkowymi wrotami powodziowymi przy Śluzie Miejskiej.
Zalety kanałów żeglugowych zamkniętych:
- brak lub niewielki przepływ wody, lepsze warunki żeglugi[2],
- możliwość pełnienia innych funkcji[3],
- możliwość łączenia dowolnych akwenów, o różnym poziomie wodny[3].

Wady kanałów żeglugowych zamkniętych: 
- konieczność budowy wielu obiektów[1][5][3]
- trudności związane z zasilaniem w wodę[1][5][6].
- utrudnienia w żegludze związane z koniecznością śluzowania[2].